# Сапухін Павло Андрійович
Сапухін Павло Андрійович (7 квітня 1893, с. Ямне Богодухівського повіту Харківської губернії, нині Охтирського районуСумської області — 10 серпня 1970 м. Суми) — український педагог, краєзнавець-дослідник, відмінник народної освіти.

## Біографія
Дитинство його і значна частина життя минали у Великій Писарівці, куди перебралася сім'я після смерті батька — сільського священика, що сталася через два тижні після народження Павла.
Навчався Павло Сапухін спочатку в Сумському духовному училищі (1903-1908), Харківській духовній семінарії (1908-1914), потім у Петроградській духовній академії на літературно-словесному відділенні (1914-1917). Одночасно відвідував заняття в інституті історії мистецтв. Обидва навчальні заклади закінчив у 1917 році.
Трудову діяльність розпочав у вересні 1917 р. викладачем російської мови в школі м. Сватова нинішньої Луганської області (1917-1920). З 1920 по 1941 р. жив у Великій Писарівці, займаючись педагогічною роботою, з якою поєднував краєзнавчу, журналістську, музейну діяльність.
1936 року у сім'ї Павла Андрійовича та Галлі Леонідівни Сапухіних народилася донька Лада.
Під час Великої Вітчизняної війни (за станом здоров'я військовій службі не підлягав) знаходився з сім'єю в евакуації. У 1942-1944 рр. був на педагогічній роботі в Башкирській АРСР.
У травні 1944 р. повернувся в с. Велика Писарівка (нині смт Охтирського району Сумської області).
1948 р. П. А. Сапухін переїхав до Сум, працював у Сумському інституті вдосконалення кваліфікації вчителів на різних посадах: методистом російської мови, інспектором шкіл Сумського обласного відділу народної освіти (1948-1950), завідувачем кабінету педагогіки (1951-1955), заступником директора цього інституту (1955-1958). Протягом 1950-1951 рр. працював завучем семирічної школи № 19, учителем російської літератури середньої школи № 13 м. Суми.
1958 р. вийшов на пенсію.
Був членом Спілки журналістів.
Брав участь в роботі товариства «Знання» (1948-1970), Товариства охорони пам'яток історії та культури (1966-1970), склав реєстр пам'яток, що підлягають охороні, і дав докладні пояснення до кожного об'єкта.
В дуже неповній бібліографії публікацій П. А. Сапухіна налічується понад 560 публікацій.
Помер П. А. Сапухін 10 серпня 1970 р. Похований у м. Суми на Петропавлівському цвинтарі.

## Краєзнавчо-дослідницька діяльність
"Після смерті Сапухіна краєзнавство на Сумщині ось уже понад 20 літ часто кружляє навколо тем, вперше ним піднятих і опрацьованих". П. А. Сапухін по праву вважається розбудовником краєзнавства на Сумщині.
Краєзнавчою роботою П. А. Сапухін почав займатись з 1920 р., коли організував у Великописарівській середній школі один з перших у республіці краєзнавчих музеїв, двадцять літ поповнював його і в 1940 р. на основі шкільного створив районний музей. Займався П. А. Сапухін і археологічними дослідженнями на території Великописарівського району.
Діапазон краєзнавчих інтересів П. А. Сапухіна широкий: літературне, мистецьке краєзнавство, історія окремих населених пунктів і усієї Сумщини, подій, що відбувалися на її землях, топоніміка, археологічні, історичні, архітектурні пам’ятки та ін. З цього загалу літературне краєзнавство посідає найперше місце. До найулюбленіших його тем належали студії про А. П. Чехова, Т. Г. Шевченка та П. А. Грабовського.
Чеховською тематикою захоплювався ще з юності. Найбільш грунтовною працею П. Сапухіна є дослідження «Чехов на Сумщине», вперше опубліковане в наукових записках «Література в школі» Науково-дослідного інституту педагогіки УРСР (Київ, 1956, с. 276–335). П. А. Сапухін багато працював над чеховською епістолярною спадщиною, літературою про письменника, звертався до архівних джерел, підтримував зв’язки з чеховськими музеями, відомими чехознавцями (Л. П. Громовим, Є. 3. Балабановичем, В. Т. Романенком та ін.), родиною племінника письменника художника С. М. Чехова. Ще наприкінці 40-х – на початку 50-х рр. П. Сапухін опитав буквально кожну людину, яка спілкувалася з А. П. Чеховим, пам’ятала про нього, могла повідомити дещицю про його сумське оточення. Зробив вагомий вклад у фонд Будинку-музею А. П. Чехова в Сумах, передав ряд цінних експонатів, а після його смерті музей успадкував чеховський архів дослідника.
П. А. Сапухін схилявся перед Шевченківським генієм, його творчістю, життєвим подвигом. Про це свідчить цикл газетних статей, присвячених перебуванню Кобзаря на Сумщині і брошура – «Перебування Т. Г. Шевченка на Сумщині» (1956).
Окремий цикл склали публікації П. А. Сапухіна про зв'язки Павла Грабовського із Сумщиною. Ніхто із дослідників не був так добре обізнаний із життям Грабовського в дитячі і юнацькі роки. П. Сапухін навчався у тому ж  духовному училищі (його перевели 1888 р. із Охтирки в Суми), у тій же духовній семінарії, знав тих, хто разом з П. Грабовським навчався, записував від них спогади. І це надавало сапухінським публікаціям неперехідної цінності. Як підсумок багатьох років вивчення краєзнавчого контексту життя і творчості П. Грабовського стала брошура П. Сапухіна «Грабовський у рідному краї» (1957). Книжка цікава не лише як історичний документ своєї епохи, а містить у собі ще факти, прізвища, деталі, які й досі залишаються невідомими, залишеними поза увагою інших дослідників. До того ж, вона написана гарною літературною мовою.
П. А. Сапухін повернув із забуття чимало імен уродженців Сумщини: мемуариста Я. А. Марковича, поетів Івана Клюшникова, Василя Туманського, першого видавця «Енеїди» конотопця Максима Парпури, останнього кошового Запорізької Січі Петра Калнишевського та ін. Грунтовно висвітлив біографічні і творчі зв’язки з Сумщиною Григорія Сковороди, Лесі Українки, Івана Котляревського,  Марка Вовчка, Костянтина Трутовського, Миколи Гоголя, Володимира Короленка, Івана Буніна, Олександра Купріна, Петра Чайковського, Михайла Щепкіна, Льва Толстого, Максима Горького, Олександра Пушкіна, Михайла Лєрмонтова, Дениса Фонвізіна, Михайла Нестерова, Францішека Богушевича, Костянтина Ушинського, декабристів, кобзарів та інших видатних людей.
П. Сапухін відновив пам’ять про знамениту Попівську академію під Сумами – просвітницький гурток кінця XVIII – поч. XIX ст., очолюваний поетом і архітектором Олександром Паліциним. Дав серію матеріалів про сам гурток і його учасників.
Як співавтор був залучений до створення перших путівників по Сумщині і Сумах, першого фотоальбому про Суми, путівника-довідника «Знайомтесь: Сумщина». У співавторстві побачив світ путівник «Архітектурні пам’ятки Сумщини».
Чесність у поводженні з фактами, легкість викладу, сувора вивіреність фактів прихиляла до Сапухіна серця читачів і зробили його творчість популярною серед нових поколінь.

## Публікації П. А. Сапухіна

### Окремі видання
- Краеведческая работа школы в связи с изучением истории СССР. — Сумы, 1940.
- Перебування Т.Г. Шевченка на Сумщині. — Суми, 1956. — 25 с.
- П. А. Грабовський у рідному краї. — Суми, 1957. — 26 с.
- Події російсько-шведської війни 1708—1709 років на території Сумщини. — Суми, 1958. — 35 с.
- Суми: путівник. – Харків : Прапор, 1963. — 63 с.
- Суми: фотоальбом / авт. тексту: Г. Долгін, П. Сапухін. — Київ : Мистецтво, 1963. — 48 с.
- Сумщина: довід.-путівник / уклад.: П. А. Сапухін, Ю. І. Лукін, Г. С. Долгін та ін. – Харків : Прапор, 1963. — 137 с.
- Знайомтесь: Сумщина: путівник-довід. / П. А. Сапухін, Ю. І. Лукін, Г. С. Долгін та ін. – Харків : Прапор, 1966. — 132 с.
- По визначних місцях Сумщини: фотонарис / К. Г. Калітаєв, П. А. Сапухін. — Харків : Прапор, 1967. — 88 с.
- Архітектурні пам'ятки Сумщини / А. І. Дейнека, П. А. Сапухін. – Харків : Прапор, 1971. — 98 с.
- Чеховський меморіал у Сумах: матеріали на допомогу лекторові. — Київ, 1971.
- А. П. Чехов на Сумщине. - Сумы : Ред.- изд. отдел облуправления по печати, 1993. - 107 с.
- П. А. Грабовський за молодих років // Павло Андрійович Сапухін : портрет розбудовника краєзнавства на Сумщині : до 125-річчя від дня народження дослідника / уклад.: Л. П. Сапухіна, О. М. Малиш та ін. - Суми, 2018. - С. 9-88.